# جون فلورنوي مونتجومري
جون فلورنوي مونتجومري (بالإنجليزية: John Flournoy Montgomery)‏ هو دبلوماسي أمريكي، ولد في 1878، وتوفي في 1954.